# 木村和士
木村 和士（きむら かずし、1999年9月6日 - ）は、カナダを拠点に活動する騎手。北海道浦河町出身。身長163cm、体重48kg。

## 来歴
父は北海道浦河町で競走馬の育成牧場「No.9ホーストレーニングメソド」を経営し、幼い頃から兄と共に乗馬を始めた。兄の木村拓己は第1回ジョッキーベイビーズ優勝者であり、2012年には中学生ながら岐阜国体に出場し障害飛越少年の部で5位入賞を果たし、JRA競馬学校に第32期生として入学している（のちに退学）。
自身もジョッキーベイビーズに2年連続で出場し（第3回6着、第4回4着）、2015年に競馬学校に第34期生として入学。同期には西村淳也、服部寿希、山田敬士がいた。「小さい頃から騎手に憧れて目指した。3年間努力して、トップジョッキーになって三冠を獲りたい」と語っていたが、2017年の秋に自主退学した。理由については公にされていないが、2020年のインタビューで「自分が未熟だったということだけですね…。いろんなルールがあった中で、それができなかったということです」と語っている。また2023年の海外メディアのインタビューでは「細かい規則がたくさんあり、とても厳しかった。携帯電話もなかったし、家に帰る時間もなかった。当時の年齢の私にとってはかなり大変でした。」と語っている。
退学後にカナダへ渡り現地の下見をし、一旦帰国の後就労ビザを取得し再びカナダに渡る。ウッドバイン競馬場で調教の手伝いをしていた所をエージェントのジョーダン・ミラーが注目し、2018年春にカナダの騎手免許を取得、5月28日にウッドバイン競馬場でデビューした。
初騎乗から13戦目で初勝利を飾るとこの年104勝を挙げて、カナダの競馬表彰であるソヴリン賞の最優秀見習騎手賞を受賞。
2019年はカナダのリーディング3位となる148勝を挙げ、ソヴリン賞の最優秀見習騎手賞を連続受賞したほか、日本人で初めてとなるアメリカの競馬表彰であるエクリプス賞の最優秀見習騎手賞も受賞した。この年には、日本人で初めてエリザベス2世の所有馬に騎乗している（2019年9月・カナディアンステークス、Magnetic Charm）。
2020年のサマーステークスをグレツキーザグレート(Gretzky the Great)に騎乗して優勝し、G1初優勝を果たした。
2020年11月21日、ウッドバイン競馬場のG3・オンタリオダービーをフィールドパスで、G2・ベスアラビアンステークスをアーティーズプリンセスでそれぞれ勝利し、同日重賞制覇を果たした。
カナダでサウジアラビア王族の所有馬に騎乗して勝利したことから、2021年冬シーズンは3月までサウジアラビアに滞在して同地のレースに騎乗する。
2021年シーズンには日本人初となるカナダのリーディングに輝いた。2位に54勝差をつけ、収得賞金もトップとなった。
2022年・2023年もカナダのリーディングジョッキーとなり、3年連続でのタイトル獲得となった。
2024年シーズンから本格的にアメリカ競馬へ参戦し、現地時間9月7日にデルマー競馬場で開催されたデルマーデビュータントステークス（G1・2歳牝、ダート7ハロン）で2番人気テンマ（ボブ・バファート、父ナイキスト）に騎乗し、ハナ差の接戦を制して米国G1競走2勝目をあげた。

## エピソード
同期だった山田敬士は木村について、「同期の中では一番うまかったです。騎乗時の姿勢、追っている姿とかも良かったですね。カナダでのレースも本人がインスタグラムにあげたりしているのを見ていますよ。なかなか会えないですけど、ラインでたまに連絡は取っていますよ」と語っている。
また、当時JRA競馬学校の教官を務めていた蓑田早人も、34期生の中で技術面では木村がズバ抜けていたと後に語っている。
日本での騎乗について2023年のインタビューで、「短期免許で日本に行って乗りたいと思っていますが、日本で通年免許を取得するつもりはありません。」「北米で乗り続けるつもりです。北米のスタイルが好きだからです。」と語っている。

## 主な騎乗馬
- Lady Grace（2020年ロイヤルノースステークスG2）[21]
- Gretzky the Great（2020年サマーステークスG1）[11]
- Field Pass（2020年オンタリオダービーG3[12]）
- Artie’s Princess（2020年ベスアラビアンステークスG2[12]）
- Corelli  (2021年シングスピールステークスG3)
- Our Secret Agent  (2021年ヘンドリーステークスG3、2022年ウィムジカルステークスG3[22])
- Frosted Over  (2021年オンタリオダービーG3、2022年ドミニオンデーステークスG3)
- Arzak（2022年ジャックカルティエステークスG3）
- Ironstone（2022年オンタリオダービーG3）
- Filo Di Arianna（2022年キングエドワードステークスG2）
- Rougir  (2022年E.P.テイラーステークスG1[23])
- Kirstenbosch（2023年ラカナダステークスG3）
- Gold Phoenix（2023年フランク・E・キルローマイルステークスG1）[24]
- Mr Fisk（2024年カリフォルニアンステークスG3、ハリウッドゴールドカップステークスG2）[25]
- Tenma（2024年デルマーデビュタントステークスG1）[26]
- Hang The Moon（2024年ジョン・C・マビーステークスG2[26]、ロデオドライブステークスG2）
- Full Count Felicia（2024年E.P.テイラーステークスG1）
- Kopion（2024年ラブレアステークスG1、2025年ダービーシティディスタフステークスG1）